# Kimminsula fasciata
Kimminsula fasciata is een haft uit de familie Leptophlebiidae. De wetenschappelijke naam van de soort is voor het eerst geldig gepubliceerd in 1858 door Hagen.
De soort komt voor in het Oriëntaals gebied.